# 金融资产
金融资产（英語：financial assets）是一种广义的无形资产，是指能够为持有者带来货币收入流量的资产。 包括银行存款，债券，股票，衍生金融工具等。金融资产可直接在金融市场交易，通常比土地、房地产等实物资产有更强的流动性。值得注意的是，與其他有形實物資產不同，金融資產不一定具有固有的實物價值甚至實物形式；相反地，它們的價值反映了它們交易的市場的供求因素，以及所承擔的風險程度。金融資產常依兩種方式被衡量並報告：
- 攤餘成本（英語：amortized cost)：歷史價格或初始確認金額因折舊、修復等因素而經調整後的結果。
- 公允價值（英語：fair value)：在市場條件下，於公平交易中，頗具經驗、資訊豐富且未被強迫的交易雙方在某特定日期願意出售並結算某資產的金額。